# Mellinus crabroneus
Mellinus crabroneus är en stekelart som först beskrevs av Carl Peter Thunberg 1791.  Mellinus crabroneus ingår i släktet Mellinus, och familjen Crabronidae. Enligt den svenska rödlistan är arten starkt hotad i Sverige. Arten förekommer i Götaland och Svealand. Arten har tidigare förekommit på Öland men är numera lokalt utdöd. Artens livsmiljö är jordbrukslandskap, stadsmiljö.